# 세계자유민주연맹
세계자유민주연맹(世界自由民主聯盟, WAFD : World League for Freedom and Democracy)는 현재 타이완에 총 본부를 두고 있는 단체이다. 현재 의장은 중화민국의 쩡융추엔이다.

## 세계반공연맹
세계반공연맹(世界反共聯盟. WACL, World Anti Communist League)은 1954년 이승만 대통령의 제창으로 진해에서 중화민국·필리핀 등 8개국이 모여 설립한 '아시아민족반공연맹(Asian People's Anti-Communist League, APACL)'을 1966년 11월 서울에서 개최된 제12차 총회의 결의에 의하여 발전적으로 해체하여 1967년 4월 1일 정식으로 발족한 국제기구이다. 이 기구의 목적은 공산주의를 일소(一掃)하고, 정의·자유·평화를 수호하기 위해 세계자유민의 단결을 도모하며, 반공전선을 형성하는 것이다. 가맹회원국은 모두 60개국이며, 48개국의 정회원과 12개국의 준회원으로 구성되어 있다. 1971년 7월 마닐라에서 제5차 총회를 열고, 42개국의 200여 대표가 참석, 북한의 게릴라전법을 규탄하였고, 닉슨의 중국 방문을 강력히 반대한다고 성명하였다. 1987년 130개 국가와 국제기구 대표 475명이 참석하여 '자유를 통한 공동안보'를 주제로 제30차 총회를 개최했다. 한편 1980년대 말부터 1990년대 초까지 공산주의 국가들이 무너지자 이 연맹은 1990년 이름을 현재 명칭으로 바꾸었다.